# 森高愛
森高 愛（もりたか あい、1998年1月14日 - ）は、日本のファッションモデル、女優。埼玉県出身。テンカラット所属。

## 来歴
- 2009年8月号から2011年6月号まで、『ニコ☆プチ』の専属モデルを務める。
- 2011年5月号から2012年3月号まで、『ラブベリー』の専属モデルを務める。
- 2012年6月号から2015年1月号まで、『ピチレモン』の専属モデルを務める[2]。
- 2014年2月から2015年2月まで、『烈車戦隊トッキュウジャー』のカグラ / トッキュウ5号役でレギュラー出演を務める。
- 2017年1月、映画『人狼ゲーム ラヴァーズ』に、戸谷佳奈 役として出演。
- 2019年11月から『Ray』のWebモデル・Raygirlを務める[3][4]。

## 人物
- 『烈車戦隊トッキュウジャー』のオーディションではマイペースな様子を見せながらも演技をこなし、スタッフから天才と称されている[1][5]。森高自身は外のデモの様子が気になっていたのだという[1]。虹野明（トッキュウ6号）役の長濱慎とは年齢が一回り離れていたが、最も話が合ったという[1]。プライベートではミオ役の梨里杏、脚本家の小林靖子、助監督・監督の荒川史絵と女子会を開くなどしていた[1]。菓子作りを得意としていることから、第30話のパティシエを最も思い入れのある「なりきり」として挙げている[1]。
- 日本アイシングクッキー協会認定講師の資格を取得している[6]。
- 小芝風花とは学生時代の親友[7][8]。

## 出演

### テレビドラマ
- 土曜ワイド劇場 超高層ホテルウーマンvs女ガードマン（2007年12月1日、テレビ朝日） - 篠ノ宮薫（幼少期） 役
- ビギナーズ!（2012年7月12日 - 9月20日、TBS） - 志村真夏 役
- 激流〜私を憶えていますか?〜（2013年6月25日 - 8月13日、NHK総合） - 三隅圭子（中学時代） 役
- スーパー戦隊シリーズ（テレビ朝日） - カグラ / トッキュウ5号 役
  - 烈車戦隊トッキュウジャー（2014年2月16日 - 2015年2月15日）
  - 烈車戦隊トッキュウジャーVS仮面ライダー鎧武 春休み合体スペシャル（2014年3月30日）
  - 4週連続スペシャル スーパー戦隊最強バトル!!（2019年2月17日 - 3月10日）[9]
- 探偵の探偵 第4話（2015年7月30日、フジテレビ） - 木梶愛莉 役
- 警視庁捜査一課9係 season11 第9話（2016年6月1日、テレビ朝日） - 柚木玲奈 役
- 嫌われる勇気 第3話（2017年1月26日、フジテレビ） - 相良裕子 役
- 兄に愛されすぎて困ってます（2017年4月13日 - 5月11日、日本テレビ） - 七瀬みゆう 役
- アンナチュラル 第7話（2018年2月23日、TBS） - 苑乃 役
- 正義のセ 第9話（2018年6月6日、日本テレビ） - 杉本菜月 役
- 背徳の夜食 チーズタッカルビ編（2019年9月29日、東海テレビ・フジテレビ系） - 西嶋エリナ 役
- ケイジとケンジ〜所轄と地検の24時〜 第7話（2020年2月27日、テレビ朝日） - 小山きら 役
- リバイバルドラマ 居酒屋兆治（2020年3月28日、NHK BSプレミアム） - 鮎子 役
- 世にも奇妙な物語 '20秋の特別編「タテモトマサコ」（2020年11月14日、フジテレビ） - 笠原紗英 役
- にじいろカルテ 第5話（2021年2月18日、テレビ朝日） - エリカ 役
- 三千円の使いかた 第1話 - 第6話（2023年1月7日 - 2月11日、東海テレビ・フジテレビ系） - 原田英子 役
- Get Ready! 最終話（2023年3月12日、TBS） - マミ 役
- 週末旅の極意〜夫婦ってそんな簡単じゃないもの〜 第2話・第4話（2023年7月13日・27日、テレビ東京） - 三好エリカ 役[10]
- ギフテッド Season1 第7話（2023年9月24日、東海テレビ・フジテレビ系） - 倉田聡美 役
- SHUT UP 第4話（2023年12月25日、テレビ東京） - 翔子 役
- ジャンヌの裁き 第3話（2024年1月26日、テレビ東京） - 宮本由理香 役[11]
- 離婚後夜（2024年10月14日 - 12月16日、ABCテレビ・テレビ朝日系） - 目黒実咲 役[12]
- あおぞらビール 第27回・第28回（2025年7月30日・31日、NHK総合） - 美奈子 役

### ウェブドラマ
- スカパー! 朝のTwitterドラマ「ポケットの中の冬」（2019年4月1日 - 5日、スカパー!公式Twitter） - 主演
- THE BAD LOSERS Season2（2022年3月7日、YouTube） - メグ 役[13]
- イカロス達の監獄（2023年9月2日 - 8日、TikTok） - 遠藤里香 役
- わがままトラベル（2024年12月25日、YouTube・TikTok）
- およげないん 京都激闘篇（2025年2月2日 - 3月30日、東映特撮ファンクラブ） - 主演・泉海 役（おおさんしょううおとW主演）[14]
- Viglooショートドラマ「俺のポンコツ秘書は彼か彼女か?」（2025年3月20日、Vigloo） - 主演・新庄梨花 役

### 映画
- スーパー戦隊シリーズ（東映） - カグラ / トッキュウ5号 役
  - 獣電戦隊キョウリュウジャーVSゴーバスターズ 恐竜大決戦! さらば永遠の友よ（2014年1月18日） - 声のみ出演
  - 平成ライダー対昭和ライダー 仮面ライダー大戦 feat.スーパー戦隊（2014年3月29日）
  - 烈車戦隊トッキュウジャー THE MOVIE ギャラクシーラインSOS（2014年7月19日）
  - 烈車戦隊トッキュウジャーVSキョウリュウジャー THE MOVIE（2015年1月17日）
  - 手裏剣戦隊ニンニンジャーVSトッキュウジャー THE MOVIE 忍者・イン・ワンダーランド（2016年1月23日）
- 俺物語!!（2015年10月31日、東宝） - 山崎菜々子 役
- 人狼ゲーム ラヴァーズ（2017年1月28日、AMGエンタテインメント） - 戸谷佳奈 役
- 兄に愛されすぎて困ってます（2017年6月30日、松竹） - 七瀬みゆう 役
- オムニバス映画「横浜、愛してる」 短編『ふれる』（2018年3月、東京芸術大学大学院映像研究科映画専攻プロデュース領域第12期実習作）
- 短編映画「LAST GIRL STANDING」（2018年12月19日、YouTube） - 愛 役
- ライフ・オン・ザ・ ロングボード 2nd Wave（2019年5月31日、NexTone） - 松元茜 役
- よっす、おまたせ、じゃあまたね。（2023年6月16日、SPOTTED PRODUCTIONS） - Uちゃん 役[15]
- ピエロたち（2023年7月8日、BRUNTON FILMS） - 里香 役
- 人生に詰んだ元アイドルは、赤の他人のおっさんと住む選択をした（2023年11月3日、日活 / KDDI） - 明美 役[16]
- ただ、あなたを理解したい（2024年2月23日、ギグリーボックス） - ななみ 役[17]

### オリジナルビデオ
- 行って帰ってきた烈車戦隊トッキュウジャー 夢の超トッキュウ7号（2015年6月24日、東映ビデオ） - カグラ / トッキュウ5号 役

### バラエティ
- Girls Lab 第1話 - 第5話（2010年11月 - 2011年3月、キッズステーション） - ナビゲーター
- C&Kの数多くあるTV番組の中の1つ（2015年7月11日 - 8月1日、BS12ch TwellV）
- 趣味の園芸 やさいの時間「森高愛のプランター栽培に挑戦」（2016年4月3日 - 2017年3月5日、NHK Eテレ）
- ポチっと発明 ピカちんキット（2018年1月6日 - 7月28日、テレビ東京） - 実写パート：マジ子ちゃん 役

### 舞台
- うっぷん〜或る女教師の死〜（2015年10月7日 - 11日、「劇」小劇場） - 宮沢ゆい 役
- 俺たち賞金稼ぎ団（2015年12月4日 - 9日、シアター1010） - 桃瀬仁依菜 役
  - さらば俺たち賞金稼ぎ団（2017年2月16日 - 22日、シアター1010）
- この時が終わる前に（2017年1月18日 - 20日、三鷹市芸術文化センター 星のホール） - 逢坂桜 役
- 椿姫（2018年11月15日 - 18日、シアターグリーン BASE THEATER） - ナニイ 役
- 戦え!特オタ中年隊（2019年5月26日、神保町花月）
- シアターΧカイ提携公演「新宿のありふれた夜 〜東京疾走 1984-2019〜」（2019年9月6日 - 11日、シアターΧ） - リン 役
- 劇団時間制作特別公演「うるさくて、うるさくて、耳を塞いでもやはりうるさくて」（2022年1月7日 - 11日、シアター・アルファ東京） - 草畑美憂 役

### CM
- ライオン「リードヘルシークッキングペーパー」（2009年）
- ユニバーサル・スタジオ・ジャパン
  - 「ユニバーサル・ワンダー・クリスマス 2015」（2015年）
  - 「モンスターハンター・ザ・リアル」（2016年 - 2017年）
- 仮設工業会「平成29年度 仮設機材安全推進月間」キャンペーンモデル（2017年7月1日 - 31日）
- 宮城県「みやぎ米と四姉妹ものがたり。」（2017年11月15日 - ） - いぶき 役
- バンダイ「ポチッと発明 ピカちんキット レンちん！ピカちん！消しゴムキット」（2018年3月15日 - 2019年3月）
- パレンテ レンズアップル「私はレンズアップルで。篇」「検索窓からこんにちは篇」（2021年12月1日 - 2022年1月31日）[18]
- サッポロビール「サッポロサワー 氷彩1984 登場」篇（2025年2月18日 - ）

### Web CM
- VAIO（2017年）
- みずほ銀行 みずほJCBデビット「就活中も、お金の管理はスマートに。」篇（2017年12月15日 - 2019年12月）
- ディップ バイトル「バイトルあるある劇場-オタ活-」篇（2020年2月 - 2021年2月）
- テスコム「elims me」イメージモデル（2021年8月 - 2024年2月）[19]
- クレディセゾン「Likeme by saison card」（2022年7月 - 9月、TikTok）
- ファーストロジック 楽待「楽侍（らくざむらい）」篇（2022年10月11日 - 2023年10月）[20]
- 外務省 「たびレジ登録」篇・「在留届提出」篇・「たびレジ登録・在留届提出」篇（2023年8月29日 - ）[21]

### 雑誌
- ニコ☆プチ（2009年8月号 - 2011年6月号、新潮社） - 専属モデル
- ラブベリー（2011年5月号 - 2012年3月号、徳間書店） - 専属モデル
- ピチレモン（2012年6月号 - 2015年1月号、学研教育出版） - 専属モデル
- Ray（2020年1月号 - 2023年8月号、主婦の友社） - Webモデル「Raygirl」[22][23]

### その他
- エンジェル文庫「太陽に微笑む花のように」（著：石川キララ、2014年6月25日発売、小学館） - カバーモデル
- 1キロもやせていないのに小顔になれる!顔面縮小マッサージ（著：角森脩平、2023年2月27日発売、主婦の友社） - カバー・中面モデル[24]